# ليلاند إم. روث
ليلاند إم. روث (بالإنجليزية: Leland M. Roth)‏ هو كاتب سير أمريكي، ولد في 3 سبتمبر 1940.